# Carl Friedrich Gustav Vogt
Carl Friedrich Gustav Vogt (* 18. März 1839 in Kassel; † 7. Mai 1886 in Bockenheim) war ein deutscher Naturwissenschaftler und Pädagoge.

## Leben
Vogt begann sein Studium der Mathematik und Naturwissenschaften 1857 an der Universität Marburg und wurde dort 1858 Mitglied des Corps Teutonia Marburg. 1859 wechselte er an die Universität Göttingen und trat dem Corps Hannovera Göttingen bei. Er promovierte 1861 in Marburg mit einer Dissertation zu einem Thema aus dem Bereich der Chemie zum Dr. phil. 1861 wurde er Mitarbeiter und Dozent an der 1854 gegründeten Medical School am St Mary’s Hospital in der Praed Street in London und arbeitete in der Forschung eng mit dem Chemiker Augustus Matthiessen zusammen (Matthiessensche Regel).
1865 begleitete er John Scott Burdon-Sanderson als Assistent auf einer wissenschaftlichen Reise nach Danzig. 1867 kehrte er nach Deutschland zurück und nahm eine Stelle im Schuldienst in Kassel an. 1874 erhielt er eine Berufung an die Wöhlerschule in Frankfurt am Main. Zum Ende seines Lebens war er Privatlehrer in Bockenheim.

## Schriften
- Über Benzylmercaptan und zweifach Schwefelbenzyl, sowie über eine neue Bildungsweise der Mercaptane überhaupt. Inaug. Dissertation, Marburg 1861 (Digitalisat)
- mit Augustus Matthiessen: On the Influence of Temperature on the Electric Conducting-Power of Thallium and Iron. In: Philosophical Transactions of the Royal Society of London, Band 153, 1863, S. 369–383
- mit Augustus Matthiessen: On the Influence of Temperature on the Electric Conducting-Power of Alloys. In: Philosophical Transactions of the Royal Society of London, Band 154, 1865, S. 167–200 (Digitalisat)